# جيانغ لان
جيانغ لان (بالصينية: 蒋兰) هي منافسة ألعاب القوى صينية، ولدت في 27 يونيو 1989 في سوجو في الصين.

## وصلات خارجية
- جيانغ لان على موقع الاتحاد الدولي لألعاب القوى (الإنجليزية)
- جيانغ لان على موقع أوليمبيديا (الإنجليزية)
- جيانغ لان على موقع اللجنة الأولمبية الصينية (الإنجليزية)